# Міндаугас Шніпас
Міндаугас Шніпас (лит. Mindaugas Šnipas; нар. 22 березня 1960, Шакяй, СРСР ) — литовський скульптор, доцент кафедри скульптури Вільнюської художньої академії.

## Біографія

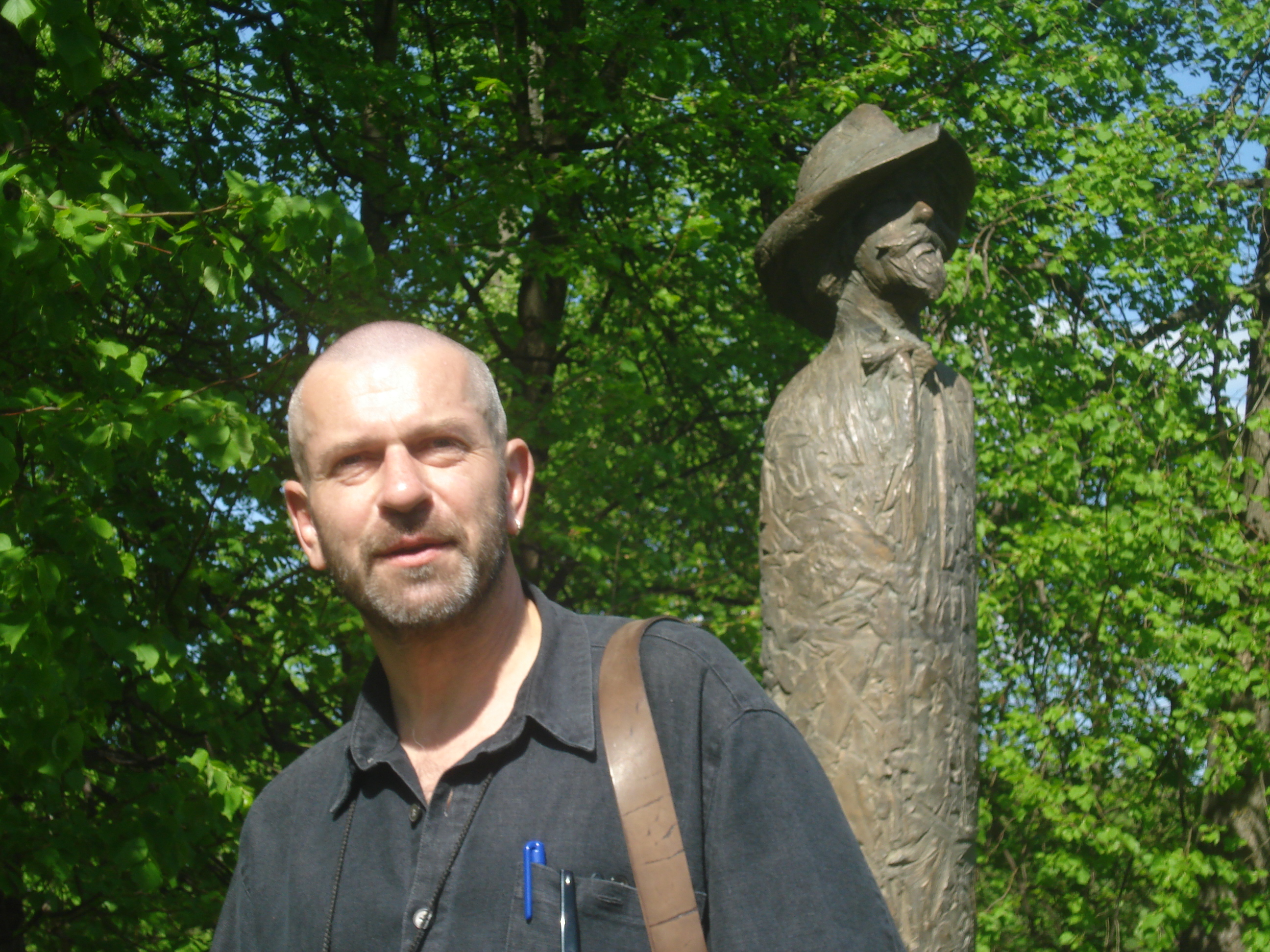
Шніпас біля пам'ятника Бальмонту

Народився в місті Шакяй. У 1984 року закінчив Державний художній інститут Литви за фахом скульптура. З 1989 року — доцент кафедри скульптури Вільнюської художньої академії. З 1990 року — член Спілки художників Литви.
Брав участь в колективних виставках, зокрема, у виставці робіт молодих художників у Вільнюсі (Палац художніх виставок, 1984; 1987), «Liaudies meno tradicija dabartiniame Lietuvos mene» (Палац художніх виставок, 1989), в Клайпеді («Žmogaus ženklai. Skulptūros, piešiniai, fotografijos», Палац художніх виставок, 1988), в Таллінні (1989), Зальцбурзі (1989), Гетеборзі (1990), Раумі («Rauma Biennale balticum», 1993), Вісбю («Baltic Sculpture», 1993), Мельбурні («Closing Down», 1996) і багатьох інших виставках в різних містах.
Проводив персональні виставки скульптур та малюнків у виставковому залі Художнього фонду Литви (Вільнюс, 1986), Палаці художніх виставок (1989) і галереях Вільнюса.

## Творчість

Пам'ятник Абраомасу Кульветісу

Одна з перших робіт Шніпаса — бюст композитора Стасиса Шимкус, встановлений в 1987 в саду у Музичного театру в Каунасі (архітектор Йонас Юцайтіс).
9 квітня 1989 в зв'язку з 120-річчям Юозаса Науяліса в тому ж саду у Музичного театру в Каунасі було відкрито погруддя композитора і музиканта, створеного Шніпасом.
24 серпня 2004 в Вільнюсі на будинку по вулиці Тілто (лит. Tilto g. 13), в якому жив художник Рафаель Хволес, була відкрита меморіальна плита, створена Шніпасом. У тому ж році була встановлена меморіальна дошка в пам'ять Макса Вайнрайха (1894-1969), мовознавця і літературознавця, засновника і керівника Єврейського наукового інституту ІВО (1925) у Вільно, на вулиці Йоно Басанавічяус, також створена Шніпасом.
21 червня 2009 в Йонаві був урочисто відкритий пам'ятник Абраомасу Кульветісу, створений Шніпасом спільно зі скульптором Константінасом Богданасом.
12 травня 2011 в Вільнюсі в районі Жверінас відкрито пам'ятник Костянтину Бальмонту роботи Шніпаса (архітектор Таурас Будзіс), встановлений за ініціативою Фонду Юргіса Балтрушайтіса.